# 藻類マット
藻類マット（そうるいマット）とは、藻類がマット状に増殖した群体である。微生物がマット状に増殖した微生物マットの一種である。
代表例として、ストロマトライトなどがある。
地球で初めて酸素を供給した大酸化事変をはじめ、堆積物を作る、多くの動物の食料源になるなど影響が大きい。